# Sciurus meridionalis
La ardilla negra del sur de Italia (Sciurus meridionalis) es una especie de roedor esciuromorfo de la familia Sciuridae y del género Sciurus. Es endémica de los bosques del sur de la península itálica.

## Taxonomía
Descripción original
Esta especie fue descrita originalmente en el año 1907 por el noble, poeta, escritor, historiador, numismático, arqueólogo y naturalista italiano Armando Maria Lucifero di Aprigliano, con el mismo nombre científico.
Holotipo
En 1895, tres ejemplares de esta especie fueron enviados por el marqués Antonio Lucifero (padre del descriptor) como donativo para que sean estudiados el profesor Enrico Giglioli, del Museo de Historia Natural de la Universidad de Florencia, en la ciudad italiana homónima. En la Sección Zoológica del “Museo La Specola” (MZUF) se conservan dichos especímenes como pieles montadas. Se trata del lectotipo (MZUF 11481, un ejemplar macho adulto) y los dos paralectotipos (MZUF 11480 —un macho— y —MZUF 11743 —una hembra—). Tanto el ejemplar lectotipo como los paralectotipos fueron capturados el 24 de diciembre de 1895.
Localidad tipo
La localidad tipo referida de los tres ejemplares de la serie típica es: “Potilia Policastro (hoy Petilia Policastro) en las coordenadas: 39°07′39.97″N 16°41′26.27″E / 39.1277694, 16.6906306, a una altitud de 1552 msnm, en la comarca de Cerigliana (macizo de Sila), provincia de Crotona, región de Calabria, Italia”.
Etimología
Etimológicamente el epíteto específico meridionalis refiere a la ubicación geográfica meridional de su geonemia respecto de las ardillas de Italia. 
Historia taxonómica
En el año 1951 Ellerman y Morrison-Scott sinonimizaron a S. meridionalis en Sciurus vulgaris italicus, sin embargo aceptaron como una subespecie válida a un sinónimo júnior de S. meridionalis: Sciurus vulgaris silanus, la cual posee su localidad tipo en las montañas Sila. Posteriormente, durante más de medio siglo la ardilla del sur italiano fue tratada como una subespecie distinta de la ardilla roja del norte de Italia.
Análisis genéticos publicados en el año 2009 demostraron que era un taxón independiente. En el año 2013, siguiendo el concepto filogenético de especie, Gippoliti nuevamente la eleva al rango de especie plena, si bien su aplicación fue debatida. Finalmente, en el año 2017 fue formalmente elevada a especie plena.
Historia evolutiva
Durante el Cuaternario, la región de Calabria quedó biogeográficamente aislada del resto de la península itálica, al quedar rodeada por agua marina un conjunto de cadenas montañosas que por evolución tectónica fueron elevadas a principios del Pleistoceno Medio, condición que persistió hasta el pleistoceno temprano. La fauna que quedó allí enclaustrada, hoy muestra genotipos distintos.
Gracias a un estudio mitocondrial basado en el ADN, en el año 2009 Grill y sus colegas concluyeron que esta ardilla también formó parte de la fauna que quedó aislada en Calabria y que su población nunca volvió a conectarse con las poblaciones de la ardilla roja del centro de Italia, formándose de este modo una unidad evolutiva endémica de esa región peninsular austral.

## Características
Su pelaje posee una coloración marrón oscura a negruzca; ventralmente es blanco. Su tamaño es mayor que el de Sciurus vulgaris, de la cual se la había considerado apenas una subespecie.

## Distribución y hábitat
Este roedor es endémico de los bosques del extremo austral de la Italia meridional continental, específicamente se distribuye en las regiones de Calabria y Basilicata, entre el mar Tirreno —que queda al oeste— y el mar Jónico —por el este—.